# ولاية المنستير
ولاية المنستير هي إحدى ولايات تونس الأربع والعشرين وعاصمتها المنستير. تقع في شمال شرق تونس. تبلغ مساحتها 1019 كم 2 (393 ميل 2) ويبلغ عدد سكانها 548،828 نسمة (تعداد 2014).

## ولاية المنستير.
تقع بإقليم الوسط الشرقي ويحدها شمالا وشرقا البحر الأبيض المتوسط وجنوبا ولاية المهدية وغربا ولاية سـوســة وتمسح 1019 كلم2 أي مـا يعـادل 0.7 % من مساحة البلاد وتنامي إلى جهة الساحل مع ولاية سوسة والمهدية.
و قد أحدثت ولاية المنستير بمقتضى القانون عدد 8 لسنة 1974 والمؤرخ في مارس 1974 وكانت راجعة بالنظر قبل ذلك التاريخ إلى ولاية سوسة.هي إحدى ولايات الجمهورية التونسية الـ24. تمتد الولاية على مساحة 1.024 كم2 وتمتاز بكونها قطبا جامعيا، يحتضن الطلبة من كافة أنحاء الجمهورية وتحتضن جثمان الرئيس الحبيب بورقيبة أول رئيس للجمهورية التونسية بعد الاستقلال.
ويبلغ عدد سكانها 548,828 ألف نسمة (إحصائيات 2014)، وعدد معتمدياتها 13، والبلديات 31 وهو ما يميزها عن غيرها من الولايات باعتبار تغطيتها بالكامل بالنظام البلدي وعدم وجود مجالس قروية وتتميز ولاية المنستير بتفتحها على الخارج وذلك عبر مطارها الدولي وعلى انصهارها في الاقتصاد العالمي من خلال تشابك نشاطاتها الاقتصادية مع عديد البلدان الأجنبية، ويتسم نسيجها الاقتصادي بتنوع مجالاته إذ يحتل قطاع الخدمات المرتبة الأولى في نسبة المساهمة في المجال الاقتصادي بالجهة بنسبة 42.8 % تليها الصناعة المعملية بنسبة 39.5% وتحتل صناعة النسيج والملابس الجاهزة مكانة بارزة من حيث عدد المؤسسات واليد العاملة إضافة لقطاع السياحة الذي يعتبر من أهم ركائز اقتصاد الولاية إذ يمثل 12 % من طاقة الإيواء على الصعيد الوطني. ورغم محدودية الأراضي الفلاحية فإن ولاية المنستير تحتل المرتبة الأولى وطنيا من حيث الزراعات تحت البيوت المحمية.
كما تتميز الولاية بطابعها الحضري إذ تبلغ نسبة تحضر 100 % .مثلما تجدر الإشارة إلى عراقة تاريخ هذه الولاية حيث مرت بها عديد الحضارات من ذلك الدولة الفاطمية التي بني في عهدها رباط المنستير، وكذلك الدولة العثمانية التي تدل عليها آثار روسبينا القديمة. كما مثلت هذه الولاية أهم معاقل النضال الوطني ضد الاستعمار الفرنسي. باعتبار موقعها الجغرافي المتميز المطل على البحر الأبيض المتوسط ومستوى البنية الأساسية المتوفرة بها وطاقتها البشرية النشيطة والكفأة، تمكنت ولاية المنستير من إرساء اقتصاد متنوع وتركيز أقطاب في قطاعات السياحة والنسيج والإكساء وزراعة الباكورات.
كما يتوفر بالجهة التي تتميز بكثافتها السكانية العالية وبترابط نسيجها العمراني، قطب جامعي يضم 12 مؤسسة في اختصاصات علمية متنوعة وقطب تكنولوجي للنسيج والإكساء في طور الإنجاز وهياكل للبحث ولاحتضان المشاريع والمؤسسات.

## الجغرافيا
تقع ولاية المنستير في الوسط الشرقي جمهورية التونسية على الشريط الساحلي، وتحدها كل من ولايتي سوسة والمهدية. يبعد مركز الولاية حوالي 162 كم على تونس العاصمة.
تراوح درجة الحرارة في الولاية بين 13 و20 درجة، ونسبة تهاطل الأمطار بين 280 و400 مم سنويا.

## التعليم
جامعة المنستير هو قطب جامعي يوجد مقره بولاية المنستير. تضم الجامعة 5 كليات و9 معاهد عليا ومدرستين أي ما مجموعه 16 مؤسسة عليا. وتدير الجامعة مؤسسات التعليم العالي في ولايتي المهدية والمنستير. خلال السنة الجامعية 2012-2013 , جامعة المنستير تضم 26098 طالبا، وتعتبر كلية العلوم الأهم من حيث عدد طلبتها بـ:5900 طالب تليها كلية العلوم الاقتصادية والتصرّف 3562 طالب ثم المعهد العالي للبيوتكنولوجيا بـ2198 طالب.

## النقل

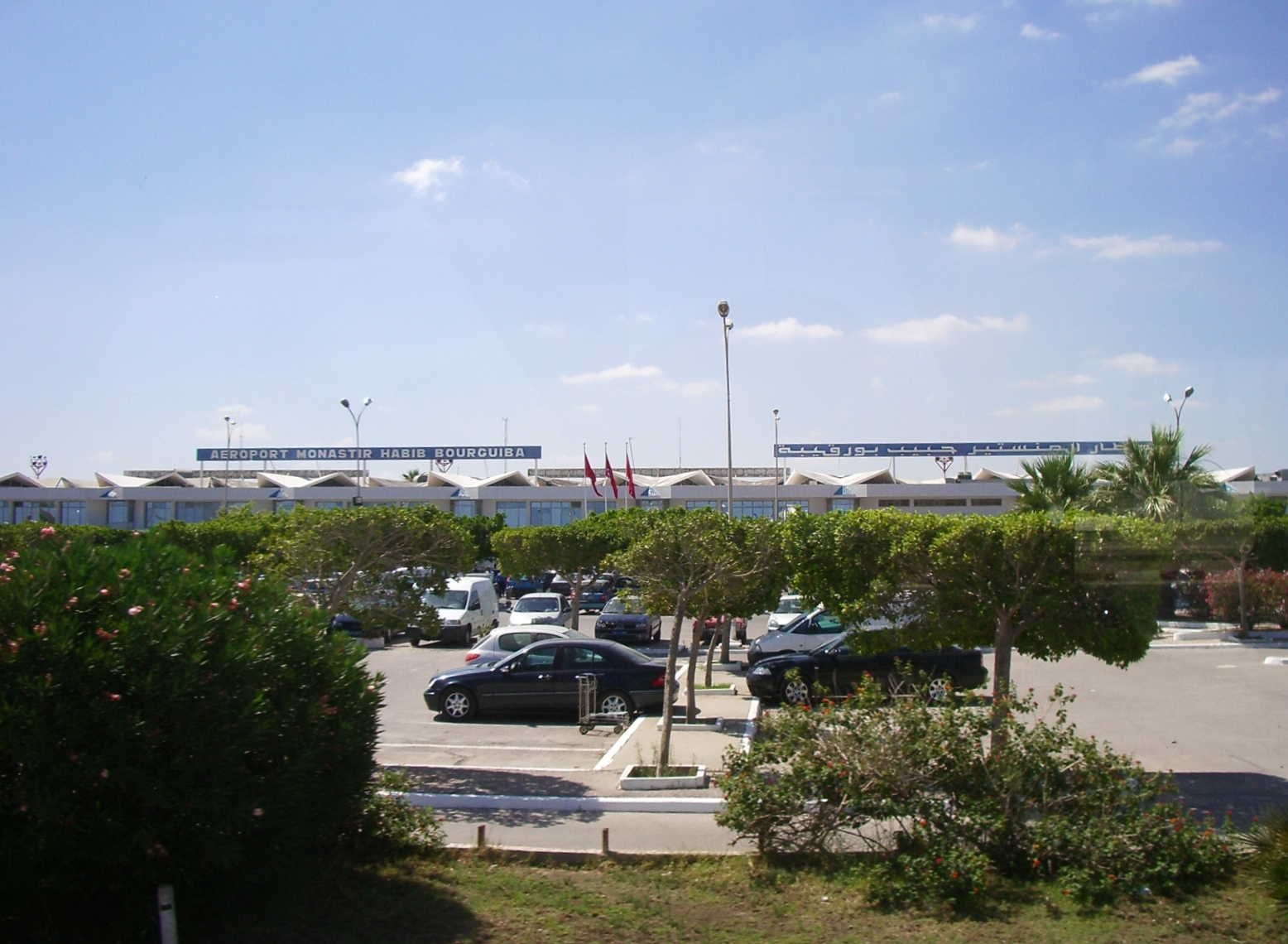
مطار الحبيب بورقيبة الدولي

مطار الحبيب بورقيبة الدولي هو مطار دولي يقع شمال مدينة المنستير، يرجع تاريخ إنشاء المطار إلى عام 1968، وتبلغ مساحته حوالي 199.5 هكتار.
· شبكة طرقات عصرية ومسالك فلاحية مهيأة (500 كم من الطرقات و 680 كم من المسالك الفلاحية).
- مترو الساحل (سوسة-المنستير-المهدية).
- خط حديدي لنقل البضائع (خط 18).
- خط حديدي لنقل المسافرين (خط 22).

## الرياضة
ينشط في ولاية المنستير العديد من الأندية الرياضية أبرزها الاتحاد الرياضي المنستيري الذي ينتمي إلى الرابطة التونسية المحترفة الأولى لكرة القدم ويتمرن في ملعب مصطفى بن جنات. كما تضم الولاية أربعة مركّبات رياضية.

## الجامع الكبير بالمنستير
يوجد الجامع الكبير في الطرف الشرقي لحومة البلد (النواة الأولى لمدينة المنستير) قبلي قصر الرباط على بعد حوالي 10 م. يمتد المعلم على مساحة مستطيلة الشكل بين القبلة والجوف غير متقايسة الأضلاع.
يتكوّن الجامع من بيت صلاة هي نتاج لعدّة إضافات متتالية يعلو رُكنها الشمالي الغربي مئذنة مدمجة ببيت الصلاة، بالإضافة إلى مجموعة من الغرف تمتدّ في مستوى الجناح الغربي ورواق مسقوف يمتد جوفي المعلم واجهته بأيكة معقودة، ويمتدّ شرقي المعلم صحن مستطيل الشكل بقسمه القبلي بناء تحت أرضي.
يعود تأسيس النواة الأولى للمعلم إلى الفترة الأغلبية حسب بعض الدراسات الأثرية غير أنّه عرف إضافات هيكلية وتوسيعات متتالية أبرزها خلال الفترة الزيرية كما تؤكد ذلك نقيشة المحراب بنصّها الابتهالي المكتوب بخط كوفي بارز والمؤرخة بالقرن 5 هـ / 11 م على أقصى تقدير، وآخر هته التوسيعات الهيكلية كانت خلال الفترة الحسينيّة والمؤرخة بالقرن 18 م حسب بعض الإشارات المصدرية.

## رباط المنستير
ينتمي رباط المنستير لسلسلة من الحصون شيدت على طول ساحل بلاد المغرب الممتد من الإسكندرية إلى طنجة . وتعود فكرة تحصين السواحل إلى الخليفة العباسي هارون الرشيد (القرن 8 م) الذي امر ببناء عدة قلاع تحسبا من الخطر البيزنطي الكامن بالحوض الشمالي للبحر المتوسط، ومن مآثر هذه الحقبة رباط المنستير. وهو واحد من أقدم الرباطات بالبلاد التونسية. وتفيد نقيشة عثر عليها بالمعلم، عند الترميم، وكذلك المصادر الأدبية أن هذا الرباط بناه الوالي هرثمة بن أعين سنة 797 م (180 هـ). ووضعت بشأن الرباط منذ القرون الأولى من انشائه أحاديث تنسب إلى الرسول صلّى الله عليه وسلم تحث على اهمية المرابطة بالمنستير باعتبارها بابا من أبواب بالجنة. غير أن المصادر التي وصلتنا لا تسمح بالتعرف على وقائع النشاط العسكري إذ لم تعن الأخبار المتعلقة بالأحداث الحربية ما عنيت بالاهتمام بالفقهاء. ورغم نقص الشواهد النصية فمن الممكن الاستدلال عن الدور العسكري للمعلم من خلال بعض الملامح، من ذلك الموقع الإستراتيجي وبعض العناصر المعمارية كالبناء الشاق المشيد بالحجارة وبرج المراقبة المشرف على البحر والبوابة المجهزة بمرام للسهام وبالساقطات.
ولا شك أن شهرة وأهمية الرباط جعلت الترميمات تتوالى وتتكرر. ورغم التغييرات العديدة فإنه لا يزال بالإمكان إدراك التصميم الأصلي للحصن الذي يعود إلى عهد هرثمة. لقد كان الرابط مربع الشكل طول الضلع الواحد يقارب الثلاثين مترا، وقد دعم السور الخارجي للبناء بأبراج دائرية في الزوايا، وأقيم في الركن الجنوبي الغربي برج للمراقبة هو الآن في حالة جيدة. ومن جملة العناصر المتبقية من رباط هرثمة يمكن أن نشير إلى مجموعة الغرف التي تمثل الطابق السفلي للمتحف وبيت الصلاة التي تعلو هذه الغرف.
وفي القرن العاشر تمت إضافة رباط للنساء يحتوي على طابق سفلي وعلوي فطمست الواجهة الأصلية وأصبح دخول الرباط يتم من السقيفة التي يمكن مشاهدتها اليوم من امام الجامع الكبير. ومن المحتمل أيضا أن يكون المدخل تذكّر بطراز القرن الحادي عشر. خلال القرن الخامس عشر ميلادي أدخلت إصلاحات على المدخل المعكوف الذي تم بناؤه من جديد. وتشهد على ذلك نقيشة مثبتة على ساكف الباب خلال القرنين الثامن عشر والتاسع عشر تم إدماج الرباط القديم (رباط القرن الثامن ورباط القرن العاشر) في بناء أوسع أكثر توافقا مع الأسلحة النارية وبصفة خاصة المدافع ويتميز هذا الجزء بمنصّات المدافع التي يمكن مشاهدتها من الجهتين الشمالية والشرقية.
منذ القرن العاشر تقلص الدور العسكري للرباط وتحول إلى مركز ديني يقطنه المتعبدون والتقاة الذين يعتمدون في عيشهم على موارد أراضي الحمى المخصصة للمعلم. كما يعولون على الأموال المرصودة لهم والمتأتية من الأوقاف والعطايا والصدقات. ولقد دفعت أهمية رباط المنستير الحكام إلى بناء رباطات أخرى. وهكذا قام امير أغلبي يدعى دؤيد في سنة 245 هجري ببناء زاوية محضنة تعرف الآن بسيدي ذويب تبعد بضعة أمتار عن رباط هرثمة. وقام الناسك ابن الجعد كطلك ببناء رباط آخر في الجزيرة المعروفة بسيدي الغدامسي. وحوالي سنة ألف ميلادي أتم بنو زيري سلسلة الرباطات ببناء رباط السيدة الذي ما تزال آثاره قائمة أمام الجامع الكبير. ويختلف هذا الأخير الذي بني في مرحلة متأخرة عن نموذج التصميم الأغلبي ويبدو أكثر تعقيدا.

## من أعلام الولاية
| - الحبيب بورقيبة - جوهر المناري - محمد الصالح مزالي | - بوراوي سعيدانة - محمد مخلوف - حسين الديماسي | - الهادي نويرة - الهادي خفشة - عبد الفتاح بوستة |

## توأمة
- 1984، توأمة مع منطقة رون ألب ( فرنسا).[6]